# Festuca fascinata
Festuca fascinata är en gräsart som beskrevs av Shen g Lian Lu. Festuca fascinata ingår i släktet svinglar, och familjen gräs. Inga underarter finns listade i Catalogue of Life.